# Cariño
Cariño 43°44′19,31″B 7°52′21,95″T / 43,73333°B 7,86667°T là một đô thị của Ferrolterra ở tỉnh A Coruña tại cộng đồng tự trị của Galicia, tây bắc Tây Ban Nha.